# 1068 Nofretete
Az 1068 Nofretete (ideiglenes jelöléssel 1926 RK) a Naprendszer kisbolygóövében található aszteroida. Eugène Joseph Delporte fedezte fel 1926. szeptember 13-án. Nevét Nofertiti ókori egyiptomi királynéról kapta.